# Zygrita
Zygrita is een kevergeslacht uit de familie van de boktorren (Cerambycidae). De wetenschappelijke naam van het geslacht werd voor het eerst geldig gepubliceerd in 1860 door Thomson.

## Soorten
Zygrita is monotypisch en omvat slechts de volgende soort:
- Zygrita diva Thomson, 1860